# Omaggio a Napoli
Omaggio a Napoli è un album di Nino D'Angelo, e contiene brani della canzone classica napoletana interpretati da lui stesso. L'album è stato pubblicato nel 2000.

## Tracce
1. Piscatore 'e Pusilleco (E.Murolo/E.Tagliaferri)
2. Io m'arricordo 'e te (E.De Curtis/G.B. De Curtis)
3. Ue Ue che femmena (Nisa/U.Calise)
4. Serenata napulitana (S.Di Giacomo/M.Costa)
5. I' te vurria vasà (V.Russo/E.Di Capua)
6. Funtana all'ombra (E.A. Mario)
7. Io, mammeta e tu (R.Pazzaglia/D.Modugno)
8. Angela (G.Paoli)
9. Lu cardillo (E.Del Prete/P.Labriola)
10. 'A Luciana (L.Cioffi/G.Cioffi)
11. Core' ngrato (A.Sisca/S.Cardillo)